# Finale du Grand Prix ISU 2022-2023
Navigation
Édition précédente Édition suivante
La finale du Grand Prix ISU est la dernière épreuve qui conclut chaque année le Grand Prix international de patinage artistique organisé par l'International Skating Union. Elle accueille des patineurs amateurs de niveau senior dans quatre catégories: simple messieurs, simple dames, couple artistique et danse sur glace.
Pour la saison 2022/2023, la finale est organisée du 8 au 11 décembre 2022 à la Palavela de Turin en Italie. Il s'agit de la 26e finale depuis la création du Grand Prix ISU en 1995, après deux finales annulées pour les saisons 2020/2021 et 2021/2022 en raison de la pandémie de Covid-19.
Depuis le 1er mars 2022, l'Union internationale de patinage interdit aux patineurs artistiques et aux officiels de la fédération de Russie et de la Biélorussie de participer et d'assister à toutes les compétitions internationales en raison de l'invasion russe de l'Ukraine le 24 février 2022. Les athlètes russes et biélorusses ne peuvent donc participer à aucune épreuve du Grand Prix ISU 2022-2023.

## Impact de la pandémie de COVID-19

### Finale 2020/2021 annulée
Les qualifications pour la finale 2020/2021 sont très perturbées par la pandémie de Covid-19. 
Le 9 juillet 2020, l'Administration générale des sports de Chine annonce qu'aucun événement sportif international n'aurait lieu en Chine en 2020, à l'exception des épreuves tests des Jeux olympiques d'hiver de 2022. La fédération chinoise de patinage doit accueillir plusieurs événements au cours de la saison, dont la finale du Grand Prix à Pékin, seul événement exempté de cette décision du gouvernement chinois, en raison de son statut d'événement test pré-Olympiques.
Le 4 août 2020, l'Union internationale de patinage confirme que la série des Grands Prix se déroulera comme prévu à l'automne, mais que chaque événement invitera principalement des patineurs situés au pays dans le but de limiter les déplacements pendant la pandémie mondiale. À l'époque, aucune procédure de qualification modifiée pour la finale du Grand Prix n'est annoncée.
Le 30 septembre 2020, l'Union internationale de patinage annonce le report de la finale du Grand Prix, pensant que l'organisation des compétitions aux dates prévues vont avoir un impact sur un certain nombre de participants, compte tenu des restrictions de voyage dans le monde et de la nécessité potentielle de se mettre en quarantaine lors du retour dans son pays d'origine.
Les Grands Prix sont donc organisés à l'automne comme prévu, malgré les deux annulations du Skate Canada et du Trophée de France. Seuls les patineurs qui atteignent l'âge de 15 ans au 1er juillet 2020 peuvent participer aux épreuves du Grand Prix ISU 2020/2021. Les épreuves de qualifications sont successivement :
- le Skate America du 23 au 24 octobre 2020 à Las Vegas
- le Skate Canada du 30 au 31 octobre 2020 à Ottawa (annulé par Patinage Canada)
- la Coupe de Chine du 6 au 8 novembre 2020 à Chongqing
- le Trophée de France du 13 au 15 novembre 2020 à Grenoble (annulé par la Fédération française)
- la Coupe de Russie du 20 au 22 novembre 2020 à Moscou
- le Trophée NHK du 27 au 29 novembre 2020 à Kadoma

Le 13 novembre 2020, l'épreuve test pré-olympique qu'est la finale du Grand Prix est annulée à Pékin ; l'Union internationale de patinage annonce qu'elle va évaluer la possibilité de trouver un autre lieu d'organisation en dehors de la Chine et à d'autres dates.
Le 10 décembre 2020, l'Union internationale de patinage annonce l'annulation définitive de la finale du Grand Prix, parallèlement à celle des championnats d'Europe 2021. 

### Finale 2021/2022 annulée
Les qualifications pour la finale 2021/2022 se passent normalement. Seuls les patineurs qui atteignent l'âge de 15 ans au 1er juillet 2021 peuvent participer aux épreuves du Grand Prix ISU 2021/2022. Les épreuves de qualifications sont successivement :
- le Skate America du 22 au 24 octobre 2021 à Las Vegas
- le Skate Canada du 29 au 31 octobre 2021 à Vancouver
- la Grand-Prix d'Italie du 5 au 7 novembre 2021 à Turin
- le Trophée NHK du 12 au 14 novembre 2021 à Tokyo
- le Trophée de France du 19 au 21 novembre 2021 à Grenoble
- la Coupe de Russie du 26 au 28 novembre 2021 à Sotchi

Les patineurs participent à un ou deux grands-prix. Les six patineurs qui ont obtenu le plus de points sont qualifiés pour la finale et les trois patineurs suivants sont remplaçants.
|             | Messieurs           | Dames                  | Couples                                 | Danse sur glace                              |
| ----------- | ------------------- | ---------------------- | --------------------------------------- | -------------------------------------------- |
| 1           | Yuma Kagiyama       | Kamila Valieva         | Anastasia Mishina / Aleksandr Galliamov | Gabriella Papadakis / Guillaume Cizeron      |
| 2           | Shoma Uno           | Anna Chtcherbakova     | Sui Wenjing / Han Cong                  | Victoria Sinitsina / Nikita Katsalapov       |
| 3           | Vincent Zhou        | Elizaveta Tuktamysheva | Evgenia Tarasova / Vladimir Morozov     | Madison Hubbell / Zachary Donohue            |
| 4           | Nathan Chen         | Maiia Khromykh         | Aleksandra Boikova / Dmitrii Kozlovskii | Piper Gilles / Paul Poirier                  |
| 5           | Mikhail Kolyada     | Kaori Sakamoto         | Daria Pavliuchenko / Denis Khodykin     | Madison Chock / Evan Bates                   |
| 6           | Jason Brown         | Aliona Kostornaïa      | Riku Miura / Ryuichi Kihara             | Charlène Guignard / Marco Fabbri             |
| Remplaçants |                     |                        |                                         |                                              |
| 1er         | Shun Sato           | Youg You               | Iuliia Artemeva / Mikhail Nazarychev    | Aleksandra Stepanova / Ivan Bukin            |
| 2e          | Moris Kvitelashvili | Loena Hendrickx        | Alexa Scimeca Knierim / Brandon Frazier | Laurence Fournier Beaudry / Nikolaj Sørensen |
| 3e          | Cha Jun-hwan        | Mai Mihara             | Ashley Cain-Gribble / Timothy LeDuc     | Olivia Smart / Adrià Díaz                    |

La finale de la saison 2021/2022 devait être organisée du 9 au 12 décembre 2021 au Namihaya Dome de Kadoma dans la préfecture d'Osaka au Japon.
Le 29 novembre 2021, en réponse à la découverte du variant Omicron du SARS-CoV-2, le gouvernement japonais annonce des restrictions de voyage empêchant tous les étrangers d'entrer dans le pays à partir du 30 novembre.
Le 2 décembre 2021, l'Union internationale de patinage publie une déclaration annonçant que l'événement ne peut pas se tenir au lieu et aux dates prévus. Elle évaluera un éventuel report pour tenir l'événement à la fin de la saison et prendra une décision dans les plus brefs délais.
Le 17 décembre 2021, n'ayant pu trouvé d'hôte de remplacement, l'événement est définitivement annulé.

## Qualifications
Seuls les patineurs qui atteignent l'âge de 15 ans au 1er juillet 2022 peuvent participer aux épreuves du Grand Prix ISU 2022/2023. Les épreuves de qualifications sont successivement :
- le Skate America du 21 au 23 octobre 2022 à Norwood
- le Skate Canada du 28 au 30 octobre 2022 à Mississauga
- le Trophée de France du 4 au 6 novembre 2022 à Angers
- le Trophée MK John Wilson du 11 au 13 novembre 2022 à Sheffield (la fédération chinoise n'organise pas la Coupe de Chine 2022[5])
- le Trophée NHK du 18 au 20 novembre 2022 à Sapporo
- le Grand-Prix d'Espoo du 25 au 27 novembre 2022 à Espoo, remplaçant la Coupe de Russie (la fédération russe ayant été interdite de l'organiser[6])

Les patineurs participent à un ou deux grands-prix. Les six patineurs qui ont obtenu le plus de points sont qualifiés pour la finale et les trois patineurs suivants sont remplaçants.
|             | Messieurs        | Dames           | Couples                                  | Danse sur glace                              |
| ----------- | ---------------- | --------------- | ---------------------------------------- | -------------------------------------------- |
| 1           | Ilia Malinin     | Mai Mihara      | Riku Miura / Ryuichi Kihara              | Piper Gilles / Paul Poirier                  |
| 2           | Shoma Uno        | Loena Hendrickx | Alexa Scimeca Knierim / Brandon Frazier  | Charlène Guignard / Marco Fabbri             |
| 3           | Kao Miura        | Kaori Sakamoto  | Deanna Stellato-Dudek / Maxime Deschamps | Laurence Fournier Beaudry / Nikolaj Sørensen |
| 4           | Sōta Yamamoto    | Kim Yelim       | Emily Chan / Spencer Akira Howe          | Madison Chock / Evan Bates                   |
| 5           | Daniel Grassl    | Isabeau Levito  | Rebecca Ghilardi / Filippo Ambrosini     | Lilah Fear / Lewis Gibson                    |
| 6           | Shun Sato        | Rinka Watanabe  | Sara Conti / Niccolò Macii               | Kaitlin Hawayek / Jean-Luc Baker             |
| Remplaçants |                  |                 |                                          |                                              |
| 1er         | Adam Siao Him Fa | Rion Sumiyoshi  | Camille Mendoza / Pavel Kovalev          | Marjorie Lajoie / Zachary Lagha              |
| 2e          | Cha Jun-hwan     | You Young       | Brooke McIntosh / Benjamin Mimar         | Caroline Green / Michael Parsons             |
| 3e          | Kazuki Tomono    | Lee Hae-in      | Anastasiia Metelkina / Daniil Parkman    | Evgeniia Lopareva / Geoffrey Brissaud        |

## Résultats

### Messieurs
| Rang | Nom           | Pays       | Points | Programme court | Programme court | Programme libre | Programme libre |
| ---- | ------------- | ---------- | ------ | --------------- | --------------- | --------------- | --------------- |
| 1    | Shoma Uno     | Japon      | 304.46 | 1               | 99.99           | 1               | 204.47          |
| 2    | Sota Yamamoto | Japon      | 274.35 | 2               | 94.86           | 3               | 179.49          |
| 3    | Ilia Malinin  | États-Unis | 271.94 | 5               | 80.10           | 2               | 191.84          |
| 4    | Shun Sato     | Japon      | 250.16 | 6               | 76.62           | 4               | 173.54          |
| 5    | Kao Miura     | Japon      | 245.74 | 3               | 87.07           | 6               | 158.67          |
| 6    | Daniel Grassl | Italie     | 244.97 | 4               | 80.40           | 5               | 164.57          |

### Dames
| Rang | Nom             | Pays         | Points | Programme court | Programme court | Programme libre | Programme libre |
| ---- | --------------- | ------------ | ------ | --------------- | --------------- | --------------- | --------------- |
| 1    | Mai Mihara      | Japon        | 208.17 | 2               | 74.58           | 1               | 133.59          |
| 2    | Isabeau Levito  | États-Unis   | 197.23 | 5               | 69.26           | 2               | 127.97          |
| 3    | Loena Hendrickx | Belgique     | 196.35 | 3               | 74.24           | 4               | 122.11          |
| 4    | Rinka Watanabe  | Japon        | 196.01 | 4               | 72.58           | 3               | 123.43          |
| 5    | Kaori Sakamoto  | Japon        | 192.56 | 1               | 75.86           | 6               | 116.70          |
| 6    | Kim Ye-lim      | Corée du Sud | 180.58 | 6               | 61.55           | 5               | 119.03          |

### Couples
| Rang | Nom                                      | Pays       | Points | Programme court | Programme court | Programme libre | Programme libre |
| ---- | ---------------------------------------- | ---------- | ------ | --------------- | --------------- | --------------- | --------------- |
| 1    | Riku Miura / Ryuichi Kihara              | Japon      | 214.58 | 1               | 78.08           | 1               | 136.50          |
| 2    | Alexa Scimeca Knierim / Brandon Frazier  | États-Unis | 213.28 | 2               | 77.65           | 2               | 135.63          |
| 3    | Sara Conti / Niccolò Macii               | Italie     | 187.02 | 4               | 67.30           | 3               | 119.72          |
| 4    | Deanna Stellato-Dudek / Maxime Deschamps | Canada     | 184.28 | 3               | 69.34           | 5               | 114.94          |
| 5    | Rebecca Ghilardi / Filippo Ambrosini     | Italie     | 180.39 | 5               | 63.54           | 4               | 116.85          |
| 6    | Emily Chan / Spencer Akira Howe          | États-Unis | 162.91 | 6               | 53.85           | 6               | 109.06          |

### Danse sur glace
| Rang | Nom                                          | Pays        | Points | Danse rythmique | Danse rythmique | Danse libre | Danse libre |
| ---- | -------------------------------------------- | ----------- | ------ | --------------- | --------------- | ----------- | ----------- |
| 1    | Piper Gilles / Paul Poirier                  | Canada      | 215.64 | 1               | 85.93           | 1           | 129.71      |
| 2    | Madison Chock / Evan Bates                   | États-Unis  | 211.94 | 2               | 85.49           | 2           | 126.45      |
| 3    | Charlène Guignard / Marco Fabbri             | Italie      | 206.84 | 3               | 84.55           | 3           | 122.29      |
| 4    | Lilah Fear / Lewis Gibson                    | Royaume-Uni | 200.90 | 5               | 80.75           | 4           | 120.15      |
| 5    | Kaitlin Hawayek / Jean-Luc Baker             | États-Unis  | 198.06 | 6               | 79.50           | 5           | 118.56      |
| 6    | Laurence Fournier Beaudry / Nikolaj Sørensen | Canada      | 196.15 | 4               | 83.16           | 6           | 112.99      |

## Source
- (en) Résultats de la finale 2022/2023 du Grand Prix ISU sur le site de l'ISU